# Лянцкорунський район
Лянцкорунський райо́н — колишній район Кам'янецької округи.

## Історія
Утворений 7 березня 1923 року з центром у Лянцкоруні у складі Кам'янецької округи Подільської губернії з частин Бережанської, Лянцкорунської і Орининської волостей.
19 листопада 1924:
- села П'ятничани і Бурти передані до складу Орининського району;
- приєднане село Якимівка зі складу Чемерівського району.

Ліквідований 4 грудня 1928 року з передачею території до Орининського і Чемеровецького районів.